# ماريانديريس (أنغلزي)
ماريانديريس (بالإنجليزية: Mariandyrys)‏ هي منطقة سكنية تقع في ويلز في أنغلزي.